# Zyklothem
Ein Zyklothem (griech. κύκλος (kýklos) = Kreis und θέμις (thémis) = Ordnung) ist in der Geologie eine immer wiederkehrende Abfolge von Sedimenten. Der Begriff wurde 1930 von J. M. Weller geprägt. Zunächst vor allem auf Gesteine des Karbons angewendet, wurde der Begriff später allgemein bei vielfach wiederholten Gesteinsabfolgen gebraucht. Die einzelnen Zyklen sind oft durch eine Diskordanz voneinander getrennt.

## Beispiele
Zyklotheme kommen häufig im Karbon des Ruhrgebietes vor. Hier findet sich eine regelmäßige Wechsellagerung von Tonsteinen, Sandsteinen und Kohle, die zum Teil im Meer, zum Teil an Land entstanden sind. Von oben nach unten, also vom Jüngeren zum Älteren, sind dies folgende Gesteine:
| 6. Kohleflöz                                                         |
| 5. Tonstein mit Wurzelresten                                         |
| 4. Tonstein mit sandigen Lagen und Streifen                          |
| 3. Sandstein                                                         |
| 2. Tonstein mit sandigen Lagen und Streifen                          |
| 1. Tonstein mit Fossilien des Meeres, des Brackwassers oder aus Seen |
| 6. Kohleflöz                                                         |

Auch aus anderen karbonischen Ablagerungen wurden Zyklotheme beschrieben, die zum Teil eine andere Ausbildung als die des Ruhrgebietes haben. So zeigen Gesteinsfolgen des nordamerikanischen Karbons (Anna Shale, Mound City Shale, Hushpuckney Shale, Heebner Shale und Hughes Creek Shale) eine Zyklothem-Abfolge, die mit transgressiven Kalksteinen beginnt, sich über phosphathaltige Schiefer und regressive Kalksteine fortsetzt und schließlich nicht-marine, unterschiedlich ausgebildete und zum Teil sandige Schieferabfolgen zeigt.
Deutlich jünger ist die zyklische Sedimentation im Lofer-Zyklothem des Keupers der Alpen, etwa im Dachsteinkalk. Hier zeigen sich von unten nach oben eine Brekzie oder eine Mergelschicht, darüber dünngeschichteter oder gebänderter Kalkstein, der seinerseits wieder von einem mächtigen, dick gebankten Kalkstein überlagert wird. Die Oberfläche dieses Kalksteins weist zahlreiche Spalten auf, in denen in manchen Fällen schon die Brekzien des nächsten Zyklus erhalten sind. Diese Abfolge kommt in vielen Wiederholungen vor.
Noch jüngere Zyklotheme werden auch aus dem Jura Portugals beschrieben.

## Ursachen
Die Ursache für die Bildung von Zyklothemen ist ganz allgemein eine zyklische Sedimentation, die aufgrund von immer wiederkehrenden gleichen Ablagerungsbedingungen zustande kommt. Die Gründe für eine solche Sedimentation werden von einigen Geologen in endogenen Vorgängen wie tektonischen Hebungen und Senkungen, evtl. auch langperiodischen Pulsationen gesehen, andere wiederum machen exogene Abläufe dafür verantwortlich, so etwa Meeresspiegelanstieg zum Beispiel infolge von Vereisungen. Als Ursache in Frage kommen auch Kombinationen exogener und endogener Vorgänge.